# قره‌قایه (یاردیملی)
قره‌قایه (به لاتین: Qaraqaya) یک منطقه مسکونی در جمهوری آذربایجان است که در شهرستان یاردیملی واقع شده است. قره‌قایه ۳۱۷ نفر جمعیت دارد.